# Triangle Industries
Pour les articles homonymes, voir Triangle.
Triangle Industries est un fabricant français d'enceintes acoustiques. Cette marque a été fondée par Renaud de Vergnette. Triangle Industries conçoit, fabrique et assemble des enceintes.